# Agesilao (Senofonte)
L'Agesilao (in greco antico: Ἀγησίλαος?, Āgēsílāos) è un encomio dello scrittore greco antico Senofonte.

## Descrizione
Composto secondo i canoni retorici dell'epoca, in esso viene lodato il re e generale spartano Agesilao II, che lo scrittore ateniese apprezzò e stimò molto, considerandolo un insuperabile esempio di tutte le virtù civili e militari.
Quest'opera è anche considerata uno dei primi esempi di scritti biografici.